# Bourbouilloux
Der Bourbouilloux ist ein Fluss in Frankreich, der im Département Haute-Loire in der Region Auvergne-Rhône-Alpes verläuft. Er entspringt im südöstlichen Gemeindegebiet von Félines, knapp an der Grenze zur Nachbargemeinde Bellevue-la-Montagne, entwässert generell in südlicher Richtung und mündet nach rund 21 Kilometern im Gemeindegebiet von Borne als linker Nebenfluss in den gleichnamigen Fluss Borne.

## Orte am Fluss
- Soulhac, Gemeinde Bellevue-la-Montagne
- Montredon, Gemeinde Bellevue-la-Montagne
- Le Cros, Gemeinde Saint-Geneys-près-Saint-Paulien
- Le Monet, Gemeinde Saint-Paulien
- Bourbouilloux, Gemeinde Saint-Paulien
- Nolhac, Gemeinde Saint-Paulien
- Borne